# Руководство Киргизской ССР
Руководство Киргизской ССР
Высшим законодательным органом Киргизской ССР был однопалатный Верховный Совет, депутаты которого (кроме выборов 1990 года), после обязательного одобрения руководством Компартии Киргизии, избирались на безальтернативной основе на 4 года (с 1979 года — на 5 лет). Верховный Совет не был постоянно действующим органом, его депутаты собирались на сессии продолжительностью в несколько дней 2-3 раза в год. Для ведения повседневной административной работы Верховный Совет избирал постоянно действующий Президиум, номинально выполнявший функции коллективного главы республики.
В апреле 1990 года Первый секретарь ЦК Компартии был избран также Председателем Президиума Верховного совета Киргизской ССР с целью создания условий для плавного перехода руководства от партийных структур к парламентским. Однако в октябре 1990 года в республике был введён пост Президента, и на первых выборах кандидат реформистских сил одержал победу над Первым секретарём ЦК КП Киргизии.

## Партийные лидеры Киргизской ССР
Коммунистическая партия Киргизии (КПСС) назначала руководителей республики:
| Портрет | Имя                               | Начало правления | Окончание правления | Должность |
| ------- | --------------------------------- | ---------------- | ------------------- | --- |
|         | Морис Львович Белоцкий            | 5 декабря 1936   | 22 марта 1937       | Первый секретарь Киргизского обкома ВКП(б)                                                                                    |
|         | Максим Кирович Аммосов            | 23 апреля 1937   | 7 ноября 1937       | Первый секретарь Киргизского обкома ВКП(б) Первый секретарь ЦК КП(б) Киргизии                                                 |
|         | Алексей Власович Вагов            | 20 февраля 1938  | 26 июля 1945        | Первый секретарь ЦК КП(б) Киргизии                                                                                            |
|         | Николай Семёнович Боголюбов       | 26 июля 1945     | 7 июля 1950         | Первый секретарь ЦК КП(б) Киргизии                                                                                            |
|         | Исхак Раззакович Раззаков         | 7 июля 1950      | 9 мая 1961          | Первый секретарь ЦК КП(б) Киргизии; с 1952 — Первый секретарь ЦК КП Киргизии                                                  |
|         | Турдакун Усубалиевич Усубалиев    | 9 мая 1961       | 2 ноября 1985       | Первый секретарь ЦК КП Киргизии                                                                                               |
|         | Абсамат Масалиевич Масалиев       | 2 ноября 1985    | 6 апреля 1991       | Первый секретарь ЦК КП Киргизии. (С 10 апреля по 27 октября 1990 года также — Председатель Верховного совета Киргизской ССР). |
|         | Джумгалбек Бексултанович Аманбаев | 6 апреля 1991    | 29 августа 1991     | Первый секретарь ЦК КП Киргизии.                                                                                              |

## Первый Президент Киргизской ССР, Киргизии
|  | Аскар Акаевич Акаев | 27 октября 1990 | 31 августа 1991; до 24 марта 2005 в независимой Киргизии | Президент Киргизской ССР, Президент Киргизии |

## Председатели ЦИК Киргизской ССР[6]
- Абдукадыр Уразбеков (5 декабря 1936 — 16 сентября 1937)
- Михаил Иванович Ус (16 сентября 1937 — 4 октября 1937)
- Марьям Тугамбаева[англ.] (4 октября 1937 — 4 ноября 1937)
- Султанкул Шамурзин (4 ноября 1937 — 16 декабря 1937)
- Иван Федорович Соколов (16 декабря 1937 — 15 февраля 1938)
- Мурат Салихов (15 февраля 1938 — 15 мая 1938)
- Калима Аманкулова (15 мая 1938 — 18 июля 1938)

## Председатели Президиума Верховного Совета Киргизской ССР
- Толубаев, Асаналы (19 июля 1938 — 22 марта 1943)
- Токобаев, Молдогазы (22 марта 1943 — 14 ноября 1945)
- Кулатов, Турабай Кулатович (14 ноября 1945 — 25 августа 1978)
- Ибраимов, Султан Ибраимович (25 августа 1978 — 22 декабря 1978)
- Дуйшеев, Арстанбек Дуйшеевич (10 января 1979 — 14 января 1981)
- Кошоев, Темирбек Кудайбергенович (14 января 1981 — 8 августа 1987)
- Акматов, Таштанбек Акматович (8 августа 1987— 10 апреля 1990)

## Председатели Верховного Совета Киргизской ССР в 1990—1991 гг
До апреля 1990 года Председатель Верховного Совета исполнял исключительно обязанности спикера на заседаниях. 10 апреля 1990 года Президиум Верховного совета Киргизской ССР был расформирован и его функции переданы Председателю Верховного совета, что сделало его высшим должностным лицом республики. С целью плавного перехода руководства от партийных структур к парламентским на этот пост был избран тогдашний Первый секретарь ЦК Компартии Абсамат Масалиев. Однако 27 октября 1990 года был введён пост Президента Киргизской ССР, после чего функции Председателя Верховного совета вновь ограничились обязанностями спикера.
- Масалиев, Абсамат Масалиевич (10 апреля 1990 — 10 декабря 1990)
- Шеримкулов, Медеткан Шеримкулович (11 декабря 1990 — 31 августа 1991; до 13 сентября 1994 в независимой Киргизии)

## Председатели Совета министров Киргизской ССР
(до 15 марта 1946 года — Председатели Совнаркома Киргизской ССР)
- Исакеев, Баялы Дикамбаевич (24 марта 1937 — 8 сентября 1937)[7]
- Салихов, Мурат (8 сентября 1937 — 15 февраля 1938)
- Кулатов, Турабай Кулатович (20 июля 1938 — 14 ноября 1945)
- Раззаков, Исхак Раззакович (14 ноября 1945 — 10 июля 1950)
- Суеркулов, Абды Суеркулович (10 июля 1950 — 6 марта 1958)
- Дикамбаев, Казы Дикамбаевич (6 марта 1958 — 10 мая 1961)
- Мамбетов, Болот Мамбетович (10 мая 1961 — 23 января 1968)
- Суюмбаев, Ахматбек Суттубаевич (23 января 1968 — 22 декабря 1978)
- Ибраимов, Султан Ибраимович (22 декабря 1978 — 4 декабря 1980)
- Дуйшеев, Арстанбек Дуйшеевич (14 января 1981 — январь 1986)
- Джумагулов, Апас Джумагулович  (20 мая 1986— 21 января 1991)